# Беопетрол
"Беопетрол" је предузеће за трговину нафтом и нафтним дериватима.
Друштвено предузеће „Беопетрол“ формирано је 7. децембра 1990. године одвајањем ООУР-а ИНА-трговина Београд од матичног предузећа ИНА чије је седиште било у Загребу, Република Хрватска. Одвајању је претходила одлука хрватске владе којом су ИНА-у прогласили за хрватско јавно (државно) предузеће. Друштвено предузеће ИНИ Београд прикључили су се и ООУР-и у Новом Саду и Приштини и пословне јединице у Краљеву, Светозареву (данашња Јагодина) и Нишу, као и представништва рафинерија Ријека и Загреб и Аутотранс - Ријека. ДП ИНА Београд 1992. године преименовано је у ДП „Беопетрол“, а 1997. године је донете одлука о трансформацији у Акционарско друштво „Беопетрол“ АД. 
"Беопетрол“ је био други по величини дистрибутер моторних горива у Србији и са 180 бензинских станица контролисао око 25 одсто домаћег тржишта нафтних деривата. Српско предузеће „Беопетрол“ је октобра 2003. године купила руска Нафтна компанија "Лукоил". Ново предузеће је пословало под називом, најпре као "Лукоил-Беопетрол" АД, а потом као "Лукоил Србија". Пред Трговинским судом у Београду хрватска ИНА је покренула спор оспоравајући власништво над имовином „Беопетрола“.